# Артур Бетербієв — Каллум Сміт
Бій Артур Бетербієв — Каллум Сміт (англ. Artur Beterbiev vs Callum Smith) — професійний боксерський поєдинок між чемпіоном IBF, WBC і WBO у напівважкій вазі Артуром Бетербієвим і Каллумом Смітом. Бій повинен був відбутися 19 серпня 2023 року у Відеотрон Центрі в Квебеку (Квебек, Канада), проте був перенесений на 13 січня 2024 року через виявлення кісткової інфекції щелепи у Бетербієва. Артур Бетербієв здобув перемогу технічним нокаутом у сьомому раунді.

## Передумови
Артур Бетербієв (19-0, 19 KO), 2-й номер рейтингу The Ring у напівважкій вазі, виграв золото на чемпіонаті світу 2009 року та взяв участь в Олімпійських іграх 2012 року, де у чвертьфіналі поступився Олександру Усику. У 2013 уродженець Хасав'юрту став професіоналом, а в 2017 завоював титул IBF у напівважкій вазі, здолавши Енріко Келлінга (KO 12), і провів успішні захисти проти Каллума Джонсона (KO 4) та Радивоє Калайджича (KO 5). У жовтні 2019 року Бетербієв додав до своєї колекції титулів пояс WBC, здолавши Олександра Гвоздика (TKO 10) в об'єднавчому поєдинку.
Після цього 38-річний боксер провів поєдинки проти Адама Дейнеса (KO 10) та Маркуса Брауна (KO 9), після чого здолав чемпіона світу за версією WBO Джо Сміта-молодшого (KO 2). Востаннє громадянин Канади виходив на ринг 28 січня 2023 року, коли здолав технічним нокаутом у 8-му раунді Ентоні Ярда.
Каллум Сміт (29-1, 21 КО), 3-й номер рейтингу The Ring у напівважкій вазі, став чемпіоном WBSS у другій середній вазі, здолавши у чвертьфіналі Еріка Скоглунда (UD 12), у півфіналі Нікі Гольцкена (UD 12) й у фіналі Джорджа Гровса (KO 7), таким чином здобувши титули WBA і The Ring.
Після перемоги у турнірі британець провів 2 успішні захисти титулу, здолавши технічним нокаутом Хасана Н'дама Н'Джикама і одностайним рішенням Джона Райдера. 19 грудня 2020 року Сміт зазнав першої у кар'єрі поразки, поступившись суперзірці боксу Канело Альваресу (UD 12). З того часу 33-річний боксер перейшов у напівважку вагу, де здобув перемогу у двох поєдинках.

## Час початку
Мейн івент розпочався о 6:00 за київським часом.